# 张集义
張集義（1558年—？），字德宜，號喻斋，浙江绍兴府余姚县人，民籍，明朝政治人物。同进士出身。

## 生平
萬曆七年（1579年）己卯科浙江乡试第六十七名举人，萬曆十四年（1586年），登丙戌科会试二百六十名，廷试三甲五十一名進士。礼部观政，同年接替傅霈任南直隶华亭县知县一职，1590年由项应祥接任。丁外艰歸。十九年八月起任丹徒知县，二十年调常熟县。二十三年擢兵部主事，二十四年考察降調。二十八年降補横州判官。

## 家族
曾祖张莱，七品散官。祖父张恒，誥封朝議大夫雲南布政司左參議。父张岳，嘉議大夫刑部右侍郎前都察院左副都御史。母王氏，封恭人。重庆下。兄體仁、鳴鳳、錦、鎜，俱庠生；寅元、傑元（庠生）。弟約禮、近智，俱庠生；春元、张釜（舉人）、兆元（庠生）、祯元、京元。